# 生物変移説
生物変移説（Transmutation of species もしくはTransformism）とは、19世紀のチャールズ・ダーウィンが自然選択説を提唱する前に存在した「一つの種が環境や時間経過で変移して進化した」という学説である。フランス語のTransformismeはジャン＝バティスト・ラマルクが1809年に理論を説明する際に用いた用語で、この前ダーウィンの進化論とも言える学説の支持者にはエティエンヌ・ジョフロワ・サンティレール、ロバート・エドモント・グラント、そして創造の自然史の痕跡を匿名で出版したロバート・チェンバースが含まれる。
彼らと反進化論派である比較解剖学者ジョルジュ・キュヴィエ、リチャード・オーウェン、そしてダーウィンの友である地質学者チャールズ・ライエルとの議論は、ダーウィンの進化論に多大な影響を与えた。